# خوان مانويل هرنانديز
خوان مانويل هرنانديز سانتشيز (بالإسبانية: Juanma Hernández)‏، الملقب بـخوانما (مواليد 22 يوليو 1986 في خاين، أندلوسيا)، هو لاعب كرة قدم محترف إسباني، يلعب لنادي بادالونا في مركز خط الوسط.

## وصلات خارجية
- خوان مانويل هرنانديز على موقع قاعدة بيانات كرة القدم.إي يو (الإنجليزية)
- خوان مانويل هرنانديز على موقع Soccerway.com (الإنجليزية)

- BDFutbol profile
- Futbolme profile (بالإسبانية)